# Kangasjärvi (sjö i Södra Österbotten)
Kangasjärvi är en sjö i Finland. Den ligger i kommunen Storå i landskapet Södra Österbotten, i den sydvästra delen av landet, 270 km nordväst om huvudstaden Helsingfors. Kangasjärvi ligger 121,8 meter över havet. I omgivningarna runt Kangasjärvi växer i huvudsak barrskog. Arean är 47,4 hektar och strandlinjen är 3,38 kilometer lång. Sjön  ingår i Lappfjärds å huvudavrinningsområde. 